# 潘仁德
潘仁德（1979年9月18日—）為臺灣籃球教練、前運動員。潘仁德是苗栗縣人，就讀苗栗高商三年級時以場均23.71分拿下高中籃球聯賽得分王頭銜。1999年6月透過甄試考進國立臺灣體育學院。1999年10月攸紘隊報名潘仁德參加總統盃籃賽。2000年5月大專籃球聯賽男一級準決賽國立臺灣體育學院與輔仁大學發生群架事件，雙方隊職員被禁賽一年，不能參與之後中華職籃復賽。2001年潘仁德代表一統徵信出賽社會甲組籃球聯賽。2003年8月國家儲訓隊為了將球員分配給超級籃球聯賽（SBL）而舉行替代役選秀，潘仁德在第一輪第一順位獲得台灣啤酒青睞。潘仁德總計出賽SBL九個球季，留下場均3.55分、0.96籃板、0.44助攻的成績，2014年轉任台灣啤酒助理教練，2015年改至澳門福建體育會籃球隊擔任助理教練，也執教青年隊以及澳門大學附屬應用學校。
潘仁德曾在碧華國中擔任體育老師以及籃球隊教練。2013年全國社會組籃球錦標賽出任鴻亞國際總教練。

## 外部連結
- 潘仁德在Eurobasket.com（球員）（英语）